# Schmatzfeld
Schmatzfeld ist ein Ortsteil der Gemeinde Nordharz im Landkreis Harz in Sachsen-Anhalt.

## Geografie

### Geografische Lage
Der Ort liegt rund sieben Kilometer nördlich von Wernigerode an der Bundesstraße 244.

## Geschichte
Schmatzfeld wurde erstmals am 26. Juli 1259 als Smatvelde, urkundlich erwähnt. Die Urkunde bestätigt den Erwerb von zwei Grundstücken bei Schmatzfeld durch den Grafen Gebhard I von Wernigerode von Adelheid von Ravensberg, Witwe des Ludwig. Ein im Jahr 1984 aufgedeckter mittelalterlicher Friedhof mit 30 Bestattungen in der Zeit des 13. und 14. Jahrhunderts, lässt darauf schließen, dass sich in der Gemeinde eine Kirche befand und der Ort eine gewisse Größe erreicht hatte. Im Jahr 1471 dagegen wurde das Dorf als verlassen bezeichnet, was im Zusammenhang mit einer Wüstungsperiode im Mittelalter stehen dürfte.
Am Ende des 15. Jahrhunderts entstand auf dem Gebiet des verlassenen Dorfes ein Vorwerk der Grafen zu Stolberg-Wernigerode, das schnell an wirtschaftlicher Bedeutung gewann.
Die Domäne Schmatzfeld war bis zum Verkauf 1930 das größte landwirtschaftliche Gut in der ehemaligen Grafschaft Wernigerode.
Danach gründeten Siedlerfamilien 44 Gehöfte, die während des zweiten Drittels des 20. Jahrhunderts teilweise zu sehr gut geführten landwirtschaftlichen Betrieben reiften. Diese Gehöfte bildeten die Grundlage der örtlichen LPG, die noch heute als Agrargenossenschaft Bundschuh existiert.

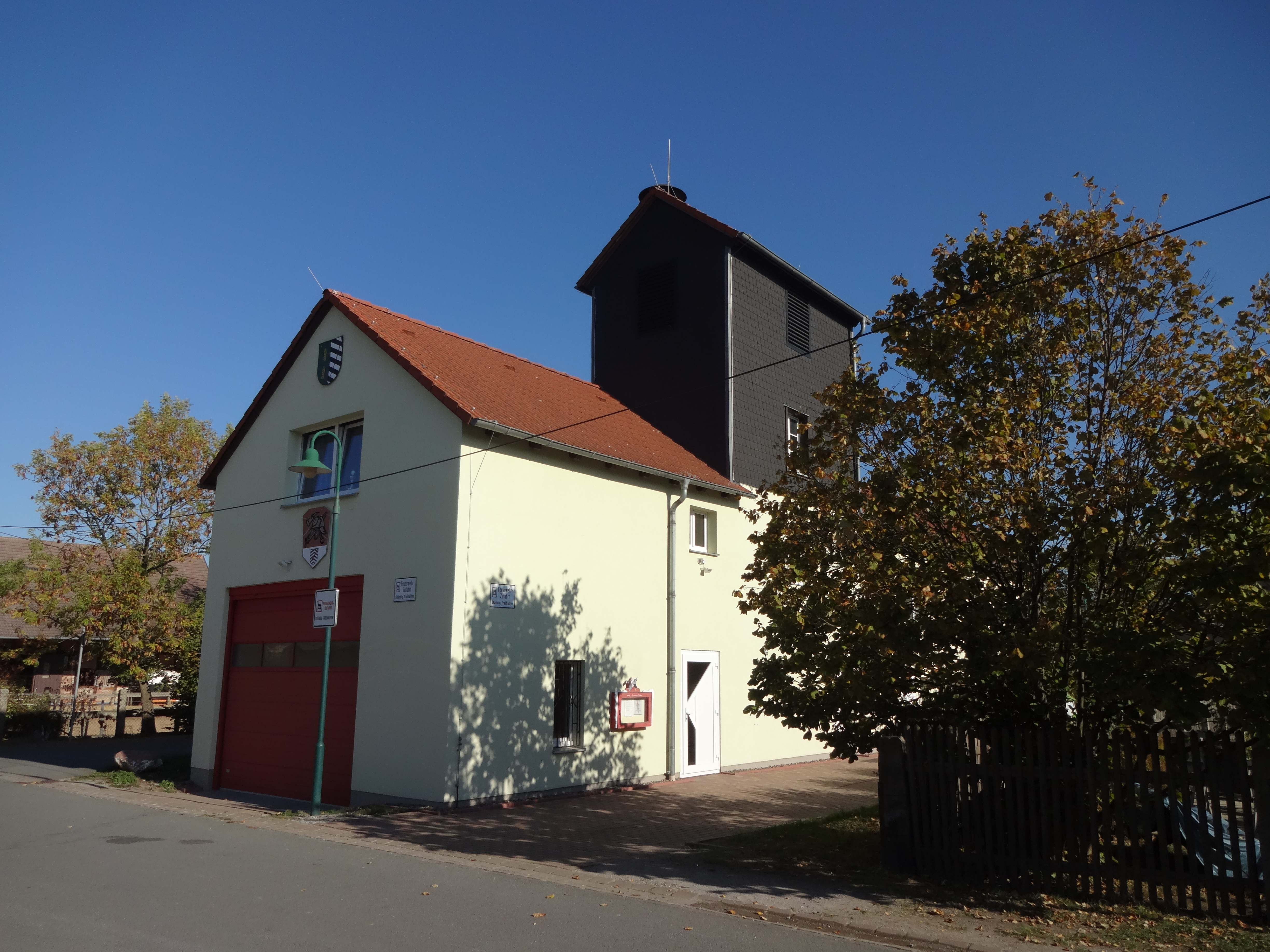
Freiwillige Feuerwehr Schmatzfeld

Am 1. Januar 2010 schlossen sich die bis dahin selbständigen Gemeinden Schmatzfeld, Danstedt, Heudeber, Langeln, Abbenrode, Stapelburg, Veckenstedt und Wasserleben zur Einheitsgemeinde Nordharz zusammen.

## Wappen
Das Wappen wurde am 18. August 2009 durch den Landkreis genehmigt.
Blasonierung: „Gespalten von Grün und Silber, vorn pfahlweise zwei goldene Ähren, hinten 5 schwarze Schrägbalken überspannt von einem linken roten Faden.“
Die Farben der ehemaligen Gemeinde sind Gelb-Grün.
Das Wappen wurde vom Magdeburger Kommunalheraldiker Jörg Mantzsch gestaltet.